# 1138년 알레포 지진
1138년 알레포 지진은 역사상 가장 사망자가 많은 지진 중 하나였다. 지진의 이름은 가장 많은 사상자가 발생한 북부 시리아의 도시 알레포에서 따왔다. 이 지진은 알레포 주변 지역의 다른 많은 곳에도 피해와 혼란을 야기했다. 지진은 1138년 10월 11일에 발생했으며, 10일에는 더 작은 지진이 선행되었다. 이 지진은 중국의 가정대지진과 탕산 지진 뒤를 이어 역사상 세 번째로 사망자가 많은 지진으로 자주 등재된다. 하지만 15세기에 이븐 타그리비르디가 보고한 23만 명의 사망자 수는 1137년 11월 자지라 평원의 지진과 1139년 9월 30일 트란스캅카스 도시 간자의 대규모 지진을 혼동한 역사적 기록일 가능성이 높다.

## 배경과 역사
알레포는 아라비아판과 아프리카판을 분리하는 판 경계인 사해 변환단층계의 북쪽 단층을 따라 위치해 있다. 이 지진은 이 지역에서 발생한 두 차례의 강력한 지진 활동 중 첫 번째 지진의 시작이었다. 첫 번째는 1138년 10월부터 1139년 6월까지였고, 훨씬 더 강력하고 나중인 1156년 9월부터 1159년 5월까지 두 번째 지진이 발생했다. 첫 번째 지진 활동은 알레포와 에데사 지역(현대 튀르키예의 샨리우르파) 서부에 영향을 미쳤다. 두 번째 지진 동안에는 북서부 시리아, 북부 레바논, 안티오키아 지역(현대 튀르키예 남부의 안타키아)이 파괴적인 지진을 겪었다.
12세기 중반 북부 시리아는 전쟁으로 황폐해진 땅이었다. 서유럽인이 세운 안티오키아 공국과 같은 십자군 국가는 북시리아와 자지라의 이슬람 국가, 주로 알레포와 모술과의 끊임없는 무력 충돌 상태에 있었다.

## 지질학적 환경

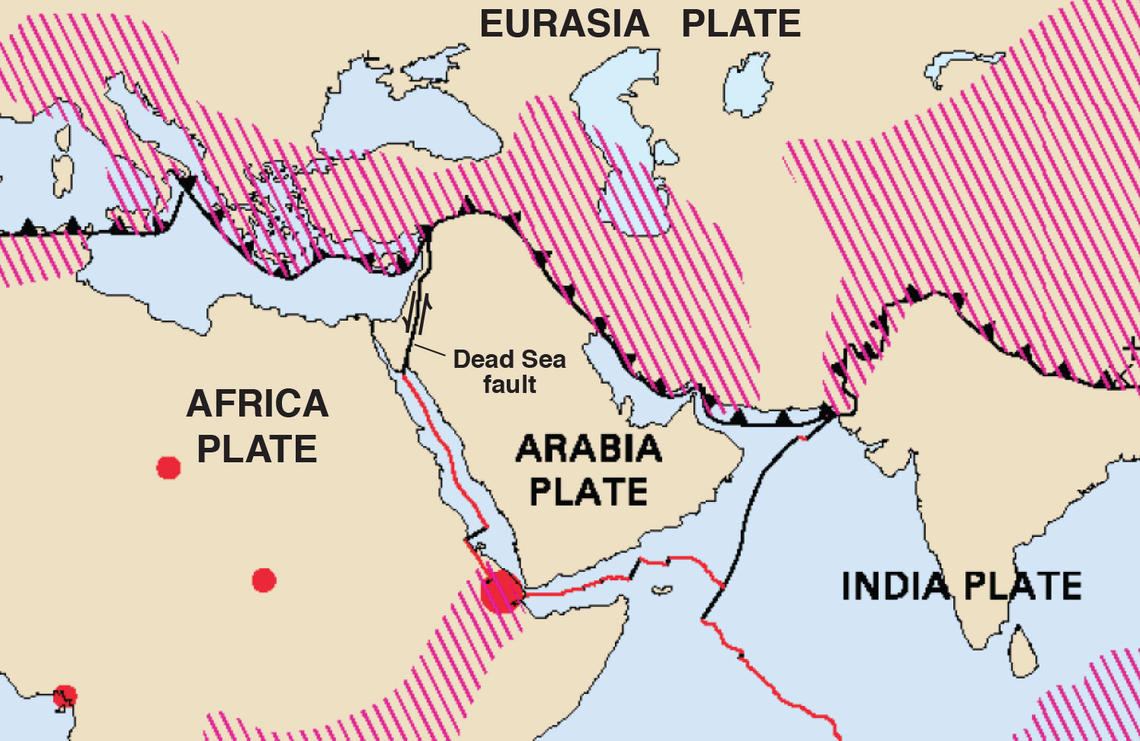
근동은 아라비아, 유라시아, 아프리카 판 사이의 삼중 접점을 이룬다. 이는 이 지역의 대부분의 지진, 화산 및 조산 활동의 원인이다.

근동 지역은 아라비아판, 아프리카판, 유라시아판 사이의 삼중합점에 있다. 따라서 이 지역은 세계에서 가장 지각 활동이 활발한 지역 중 하나이다. 아라비아판이 유라시아판 아래로 섭입하면서 캅카스산맥과 아나톨리아 고원의 조산 운동을 일으키고 있다. 북쪽의 섭입대 외에 홍해와 아라비아해 근처에는 발산 경계가 있으며, 시나이반도에서 시리아-튀르키예 국경까지 지중해 연안을 따라 서쪽으로 변환 단층이 있다.
사해 단층과 그 북쪽의 수렴 경계는 알레포 지진 훨씬 전후에 걸쳐 많은 주목할 만한 지진을 일으켰다. 이 중 일부는 너무나 큰 규모여서 예수의 십자가형 때 발생한 지진이나 기원전 1500년에 예리코를 파괴하고 이후 버려지게 만든 사건처럼 고대 민족의 신화와 신학에 편입되었다. 1927년에는 예리코 지진으로 약 500명이 사망하고, 특히 거룩한 땅 전역의 성지에 광범위한 피해가 발생했다.

## 지진 특성
카레나 외(2023)는 성 시메온 단층의 더 길고 선형적인 북쪽 구간을 따라 약 50 km의 파열이 발생하여 규모 Mw7.2의 지진을 일으켰다고 가정했다. 이 단층은 북쪽에서 남쪽으로 80 km를 뻗어 있으며, 남쪽 끝은 아타리브 바로 북쪽에 위치한다. 구이도보니와 콤마스트리(2005)는 지진 규모를 Me6.0으로 추정했지만, 광범위한 파괴 지역을 고려할 때 너무 작은 추정이라는 주장이 제기되었다. 이탈리아의 이탈리아 지구물리학 및 화산학 연구소는 지진 규모를 Me(강도 분포로부터의 등가 규모) 7.5로 추정했다.

## 설명

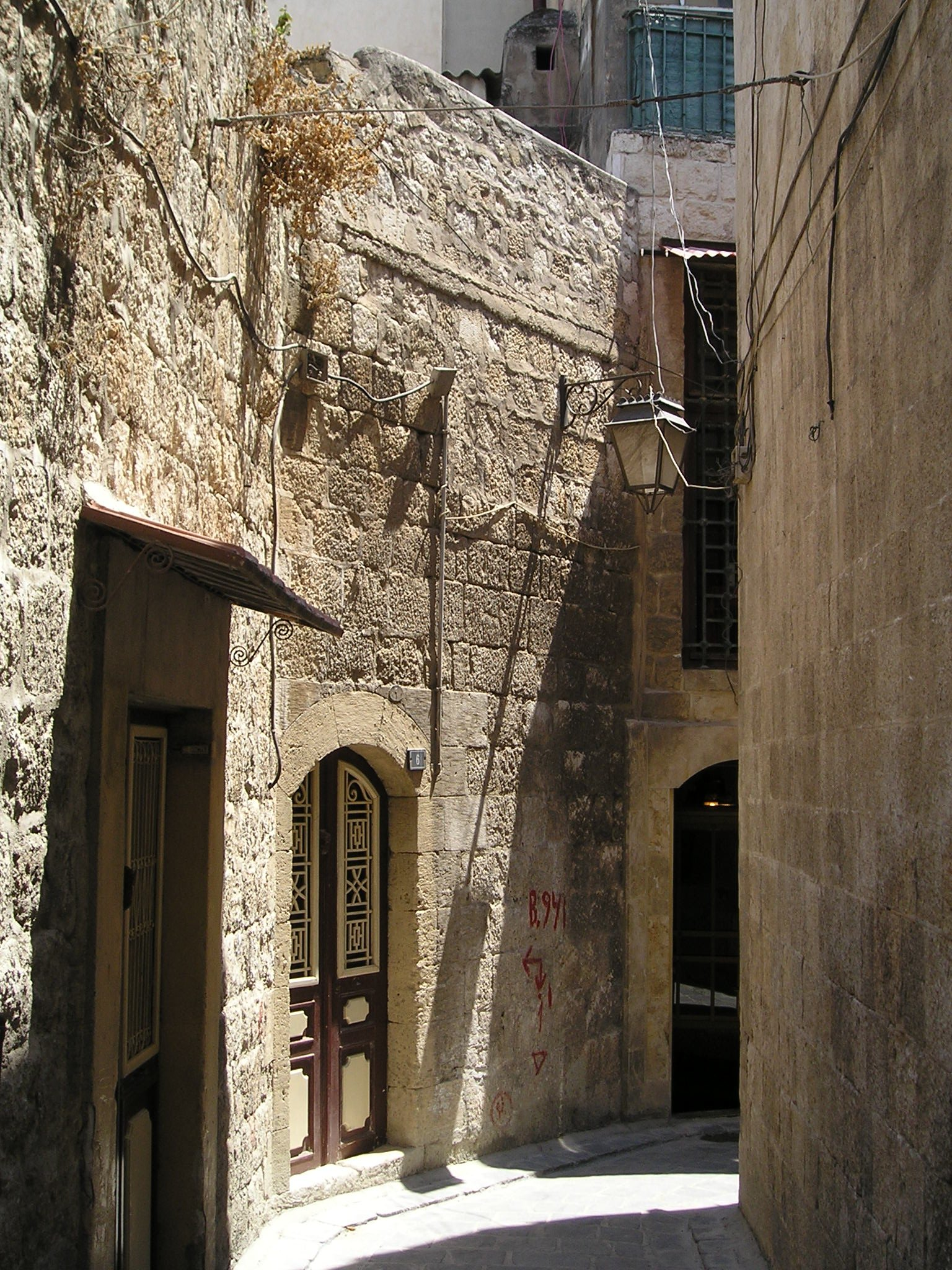
알레포의 기독교 지구 거리

다마스쿠스의 당대 연대기 작가인 이븐 알칼라니시는 1138년 10월 11일 수요일에 발생한 대지진을 기록했다. 그는 본진에 앞서 10월 10일에 초기 지진이 있었고, 10월 20일 저녁, 10월 25일, 10월 30일 밤부터 11월 1일 밤, 그리고 11월 3일 이른 아침에 또 다른 지진으로 끝나는 여진이 있었다고 기록했다. 그러나 후에 저술한 케말 알딘은 10월 19일부터 20일 사이에 단 한 차례의 지진만 기록했는데, 이는 알칼라니시의 기록과 일치하지 않는다. 알칼라니시가 지진 발생 당시 기록했고 다른 역사가들의 기록도 10월 10일 또는 11일 날짜를 지지한다는 점을 감안할 때, 그의 10월 11일 날짜가 권위 있는 것으로 간주된다. 오늘날의 자료에선 초기 지진의 규모 7을 초과했으며, 쓰나미를 동반했다고 믿고 있다. 이러한 요인들이 1138년 알레포 지진이 역사상 가장 치명적인 지진 중 하나로 기록되는 데 기여했다.
가장 큰 피해를 입은 지역은 하렘으로, 십자군이 큰 성채를 세웠던 곳이다. 자료에 따르면 성이 파괴되었고 교회가 무너졌다. 당시 이슬람교도가 점령하고 있던 아타레브 요새는 파괴되었다. 성채도 무너져 성채 경비병 600명이 사망했지만, 총독과 일부 시종은 살아남아 모술로 도망쳤다. 이미 전쟁으로 약탈당했던 자르다나 마을은 시흐에 있는 작은 요새와 함께 완전히 파괴되었다.
이 시기 수만 명의 인구를 가진 대도시였던 알레포 주민은 전진으로 경고를 받아 본진이 발생하기 전에 시골로 피신했다. 그러나 많은 사람이 전진의 경고를 심각하게 받아들이지 않고 머물기로 결정했다. 이 실수는 많은 사람들의 목숨을 앗아갔는데, 다음 날(10월 11일) 본진이 발생하여 많은 건물이 붕괴되고 수천 명이 사망했기 때문이다.
성채의 벽이 무너졌으며, 성채의 동쪽과 서쪽 벽도 무너졌다. 수많은 주택이 파괴되었고, 건축에 사용된 돌이 거리로 쏟아져 내렸다. 벽과 건물의 기초에 생긴 균열과 구멍 또한 알레포 주민들에게 더 큰 문제를 야기했다. 이 구멍을 통해 십자군과 이슬람 세력 사람들이 도시를 침략할 수 있었고, 알레포의 또 다른 성채도 함락되었다. 당대의 피해 기록은 단순히 알레포가 파괴되었다고만 명시하고 있지만, 보고서를 비교해보면 알레포가 지진의 최악의 피해를 입지는 않은 것으로 나타난다.
다른 보고서들은 알레포 북쪽에 있는 아즈랍이 가장 큰 피해를 입었다고 주장한다. 보고서에선 땅이 갈라져 마을을 삼켰다고 주장한다. 이것은 아마도 지진으로 인한 산사태 때문일 것이다. 또한 본진과 그 여진이 다마스쿠스에서는 느껴졌지만 예루살렘에서는 느껴지지 않았다고 명시한다. 락까에서 땅에 구멍이 열려 사람들이 삼켜졌다는 기록은 알레포 지진에 잘못 지칭된 것으로, 혼란스러운 12세기 후반의 시리아의 미카엘의 기록에 기반한 것이다.

## 경제적, 정치적 영향
지진의 영향은 직접적인 흔들림으로 인한 파괴에 그치지 않았다. 지진과 파괴는 경제 및 정부 활동의 광범위한 마비를 초래했다. 대부분의 주택은 완전히 파괴되었다. 많은 생존자가 사막으로 도피했다.
성채는 버려지고 손상되었으며, 도시의 60% 가량이 파괴되었다. 이러한 대규모 파괴는 비용이 많이 들었고, 수입이 부족했기 때문에 재건은 거의 이루어지지 않았다. 도시 사람의 일자리와 삶은 영구적으로 바뀌었다. 또한, 건물 관리 체계가 새로 구현되었다. 이는 사람들을 도시로 다시 끌어들이고 더 많은 돈을 벌려는 시도였지만, 과거만큼 성공적이지는 못했다.
알레포는 아프리카, 아시아, 유럽을 잇는 주요 육상 무역로에 있었다. 지진으로 인한 무역 중단은 제4차 십자군의 콘스탄티노플 약탈과 함께 해상 무역으로의 전환과 이탈리아 상업 도시 국가인 베네치아, 피사, 제노바의 부흥을 촉진했다.

## 같이 보기
- 역사 지진 목록
- 튀르키예의 지진 목록
- 레반트의 지진 목록